# Banda (musique)
Pour les articles homonymes, voir Banda.
Une banda est une fanfare ambulatoire, qui, dans le sud-ouest de la France, a pour rôle d'animer les défilés de rue lors des ferias. La banda de música est un orchestre, dont le rôle est d'accompagner, dans les arènes, les différentes parties d'une corrida dans toutes les régions taurines où se pratique cette forme de course de taureaux. En pays Catalan, en particulier à Céret la banda est un orchestre classique qui porte le nom de cobla. En Gascogne un orchestre interprète l'hymne des écarteurs de la course landaise lors du paseo. Cette pratique fait partie de l'Inventaire français du patrimoine culturel immatériel.

## Caractéristiques

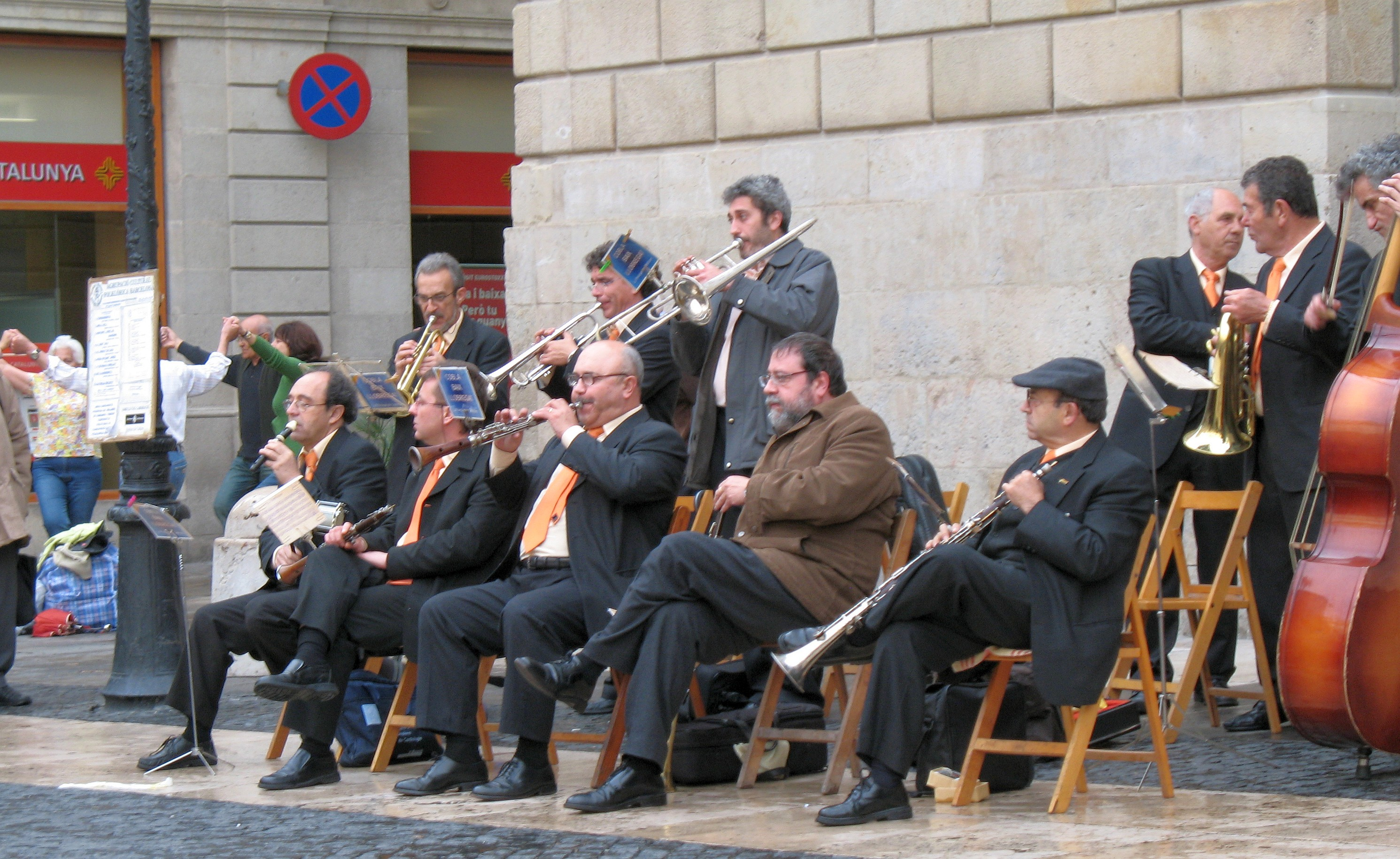
Cobla catalane.

L'origine des bandas de rue vient du sud-ouest de la France. Alors que plusieurs groupes informels se forment à partir des années 1930-1940 entre Dax et Bayonne, le mouvement s'amorce officiellement dans les années 1960, la première étant la banda dacquoise de Los Calientes créée en 1961. Dans un premier temps, le phénomène s'est particulièrement développé sur le territoire landais. En effet, alors qu'au Pays basque la population est déjà fédérée autour des traditions liées à la langue basque, le gascon est en perte de vitesse dans les Landes et l'apparition des bandas vient combler ce vide dans les us et coutumes.
Ces groupes sont chargés d'entraîner les festayres de bar en bodéga lors des ferias. Leur répertoire est fait de musiques d'origine navarraise, basque et landaise, parfois sud-américaine. Les instruments sont principalement «  des cuivres : trompettes, trombones, tuba ou sousbassophone, des bois : saxophones, clarinette, flûte piccolo, et des percussions : caisse claire, grosse caisse et cymbales. »
Dans d'autres régions du sud de la France, les bandas sont celles des peñas ou aficionados musiciens amateurs, qui soutiennent l'action d'un novillero ou d'un matador. Elles jouent dans les rues lors de la feria, et dans l'arène avant que la banda de música officielle ne prenne place, les aficionados les moins fortunés qui ont des places en hauteur non numérotées, arrivent souvent très en avance. Les bandas de peña mettent de l'animation.
Dans les arènes, lors d'une corrida la banda de música désigne un orchestre officiel, qui joue essentiellement des musiques taurines, à l'exception du morceau qui accompagne le paseo dans la presque totalité des arènes du sud de la France : le refrain des Couplets du toréador  « Toréador, en garde ! », tirée de l'acte II de Carmen de Georges Bizet. Le rôle de la banda de música, qui est aux ordres du président dans les arènes sur presque toute la lidia, est de souligner une faena de muleta de qualité et de récompenser ainsi le matador. Cependant lorsque le maestro a décidé de planter lui-même les banderilles, l'orchestre déclenche de lui-même un air de valse ou jota comme  Victor el Lusitano, très différent des paso dobles taurins.
Il existe encore une autre variété de banda : la cobla catalane, comme celle de Céret qui joue aussi bien des sardanes pour le paseo et le torero, que des valses pour les banderilles, et des paso dobles pour la faena de muleta. L'accueil du matador se fait avec une chirimía, le paso doble est interprété d'une manière très différente.

## Manifestations

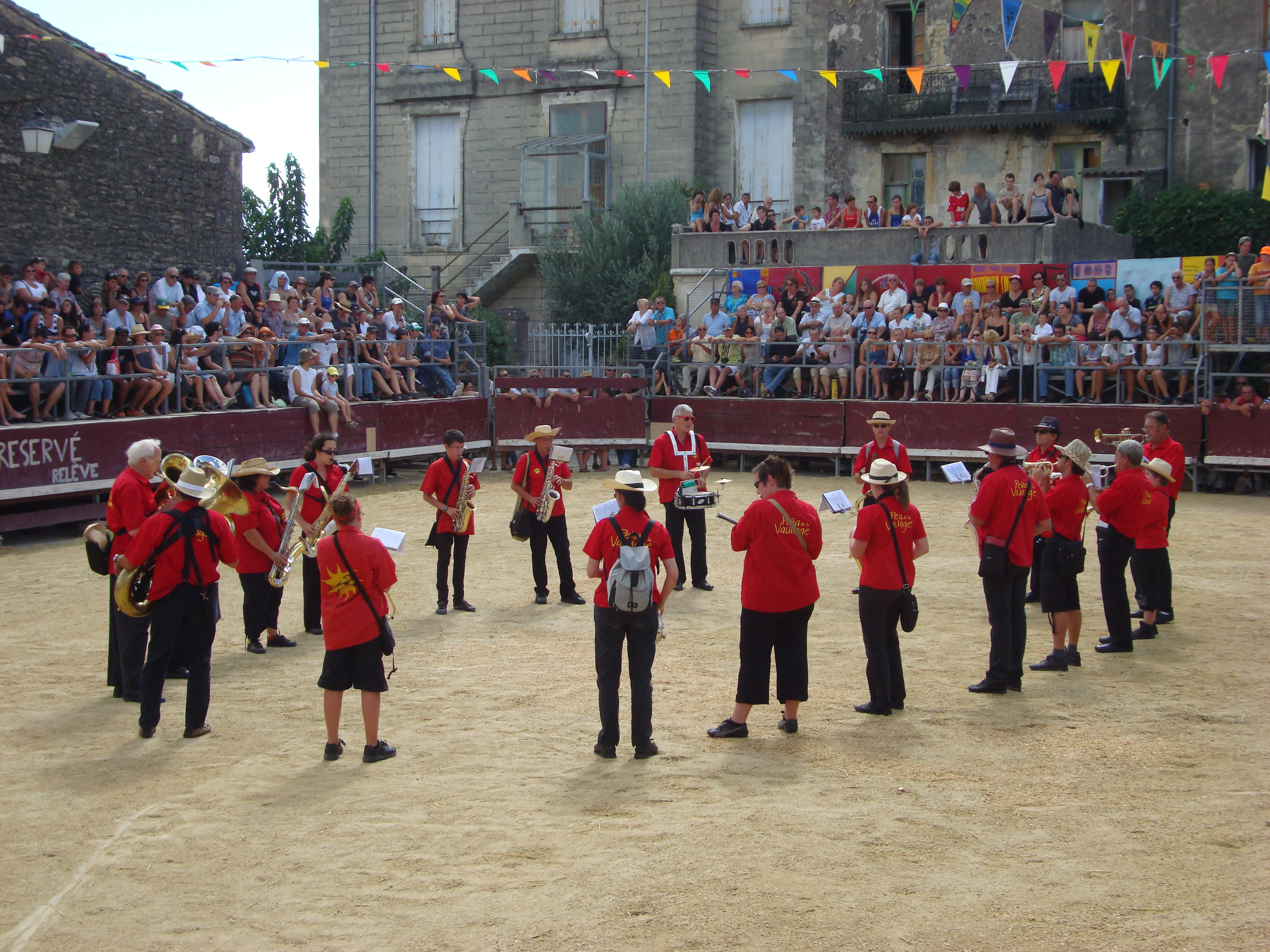
Banda sur la place du château du Plan des Théâtres d'Aubais.

- Les ferias qui étaient à l'origine des foires agricoles, se sont prêtées à l'organisation de fêtes et de corridas programmées sur plusieurs jours. Dans toutes les villes où se trouvent des arènes en dur, se déroulent des corridas de rejón, corridas à pied, course landaises ou des courses camarguaises[10]. Dans les villages ou petites villes où il n'y a pas d'arènes, on utilise une place ou bien des arènes démontables comme les arènes de Saint-Laurent-d'Aigouze ou le Plan des Théâtres d'Aubais pour la course camarguaise[11]. Certains sites sont inscrits sur la liste des monuments historiques comme les arènes Jean-de-Lahourtique pour la course landaise ou le plan des Théâtres pour la course camarguaise[11].

- La musique accompagne et rythme tous les moments de la course landaise. Jouée par une harmonie ou des bandas, le répertoire est essentiellement espagnol. Un hymne a cependant été écrit pour les écarteurs de course landaise au début du XXe siècle : la Marche cazérienne. Il accompagne les acteurs au paseo d'ouverture et de fin de la course.

- Des festivals de bandas sont des concours qui départagent les formations musicales par leurs qualités d'animations sur un podium, en pasa-calle ou dans les cafés. L'aspect vestimentaire, et les banderoles font également partie de l'image de la banda. Le Festival de Bandas y Penas de Condom décerne depuis 1973, la convoitée « palme d'or ». Ce prix récompense tant la performance musicale de la banda que ses talents d'animation.

- Le pasa-calle (passe-rue) : c'est un défilé de fanfares destiné à animer la ville en fête. Ces défilés ne sont pas formels et s'ils gardent la rigueur des fanfares militaires pour l'organisation et les contraintes de l'orchestre, leur objectif est bien de s'amuser.

#### Revues à comité de lecture
- Marie Pendanx, Les bandas revisitent les lieux, Géographie et cultures, Paris, L’Harmattan, no 59, 2006.
- Marie Pendanx, Territoires et territorialités des bandas landaises, Sud-Ouest Européen, Toulouse Le Mirail, no 119, 2005. Actes de colloque (à comité de lecture)
- Marie Pendanx, Les territoires des bandas landaises. Une approche de géographie sociale et culturelle, in La fête en Aquitaine, Actes du XLIXe Congrès de la Fédération Historique du Sud-Ouest (organisé les 12 et 13 mai 2007 à Arcachon), Bordeaux, 2008.
- Marie Pendanx, Les bandas dans l’arène, in Bernié-Boissard Catherine et Fournier Laurent Sébastien (dir.), Tauromachies, cultures du sud, Paris, L’Harmattan, 2007.
- Marie Pendanx, Une approche du terrain : l’Ici entre pratiques et représentations, in Approches des terrains de recherche, Cahiers d’ADES, Pessac, no 2, 2007.

#### Communications à colloques
- Marie Pendanx, La tauromachie, un objet culturel du Sud, Dixième anniversaire des Cafés Géo, le 5 avril 2008 à Paris (La Sorbonne).
- Marie Pendanx, Territoires musicaux et inspirations hispaniques : bandas du Sud-Ouest et peñas musicales du Sud-Est (à paraître dans un ouvrage collectif), journée scientifique « Comment la musique vient-elle au territoire ? » organisée par l’UMR ADES, le 12 mars 2007 à Bordeaux.
- Marie Pendanx, Fêtes de peu, loisirs de l’ « Ici » , colloque international « La fête au présent. Mutations des fêtes au sein des loisirs » organisé par l’UMR 5045 MTE (Mutations des Territoires en Europe) Pôle Cultures, les 14, 15 et 16 septembre 2006 à Nîmes.
- Marie Pendanx, Les bandas revisitent les lieux, journée d’étude « Géographie et musiques » organisée le 8 juin 2006 (Paris IV – La Sorbonne)
- Marie Pendanx, Notion de culture locale et étude de l'Ici, journée d’étude organisée par le GID (Groupement Interdisciplinaire des Doctorants) le mardi 23 mai 2006 à l’Université Bordeaux 3.
- Marie Pendanx, Les bandas dans l’arène, rencontre universitaire « Expressions tauromachiques » organisée par le Cuemcpt et GREGAU UMR 5045 le 8 avril 2006 à Nîmes.

#### Autres travaux scientifiques
- Marie Pendanx, Fêtes et bandas à l’heure de l’espace mobile. Cultures locales et mondialisation, conférence réalisée pour l’Université du Temps Libre de Dax à l’Institut du Thermalisme en mars 2008.
- Marie Pendanx, Les bandas, phénomène socio-culturel dans Les Landes : communication réalisée dans le cadre de la Société de Borda de Dax en janvier 2005.
- Marie Pendanx, Conférence musicale à Angles-sur-l’Anglin le 8 mars 2008, réalisation d’un déroulé associant explications orales et illustrations musicales (concert) : Jour de feria. Une journée musicale de fête en compagnie d’une banda
- Marie Pendanx, Présentation de l’ouvrage Tauromachies, cultures du Sud au stand de la Fédération Française de la Course Camarguaise à l’occasion du Salon de l’agriculture de Paris (février 2008)
- Marie Pendanx, Reportage TF1 (journal de 13 heures) à propos des bandas dans le cadre de la Coupe du Monde de Rugby 2007 (septembre 2007)
- Marie Pendanx, Participation à une émission radio sur France Musique « Le Kiosque des amateurs » à propos du phénomène banda (décembre 2006)
- Josiane Bouillet, Bernard Hostein, Et viva la banda, Reportage France 3 Bordeaux dans l'émission « Arrêt sur image » (24 septembre 1994)